# Comme des gosses
Production
Diffusion
Comme des gosses est une série télévisée française, diffusée entre les 4 et 28 juillet 2022 sur M6 à partir de 20h30 les jours de semaine, à la place de Scènes de ménages, comme l'a été En famille les années précédentes. Cette série est adaptée de la série néerlandaise La Mère et les poux (nl).
Cette série met en scène le directeur d'une école, des instituteurs ainsi que des élèves et leurs parents, la caricature étant portée sur les parents d'élèves et surtout le personnel de l'école.

## Fiche technique
Sauf indication contraire, les informations mentionnées dans cette section peuvent être confirmées par la base de données cinématographiques IMDb,  présente dans la section « Liens externes ».
- Titre original : Comme des gosses
- Création : Béatrice Fournera, Gaël Leforestier[2]
- Production : Hervé Bellech
- Réalisation : Gaël Leforestier, Olivier Fox
- Scénario : Morgan Autexier, Sylvain Bousquet, Jean-Luc Cano, Béatrice Fournera, Gaël Leforestier, Julien Leimdorfer
- Musique : Romain Théret
- Société de production : CALT Story
- Société de distribution : CALT Distribution
- Pays d'origine :  France
- Genre : comédie, sitcom, shortcom

## Distribution
Sauf indication contraire, les informations mentionnées dans cette section peuvent être confirmées par les bases de données cinématographiques IMDb et Allociné,  présentes dans la section « Liens externes ».

### Personnel de l'école
- Julien Pestel : Jean-Yves Bresson, le directeur
- Antonia de Rendinger : Lucie, la professeure "vieille école"
- Alexandre Blazy : Darius
- Doully : Jacky, la professeure "punk" grossière
- Patrick de Valette : Gabriel, le concierge muet
- Laurence Joseph : Fatou, dame de service
- Philippine Delaire : Zoé, dame de service
- [actrice inconnue] : Nathalie

### Parents d'élèves
- Stéphanie Crayencour : Juliette
- François-David Cardonnel : Marco
- Élodie Poux : Karine
- Noémie Chicheportiche : Samia
- Kevin Razy : Yoan
- Jonathan Darona : Arthur
- Sébastien Pierre : Jean-Phi
- Stéphane Debac : Serge
- Sandrine Moaligou : Catherine

### Élèves
- David Olivier Fischer : ?
- Jason Ittah : Paul
- Eugénie Dubois : Manon

### Autres
- Manoëlle Gaillard : Nadine[3]

## Production
La production de la série a débuté en 2021 par Hervé Bellech. Les acteurs de cette série sont tous des personnalités pas ou peu connues du grand public afin que tous les acteurs soient logés à la même enseigne et dans le but de créer une sorte de « troupe » et une certaine entente entre les acteurs.
Chaque épisode aborde des thèmes de société actuels tels que l'homosexualité, la monoparentalité, le féminisme, le handicap, l'adoption, etc..

### Décors
Le décor de la série est une véritable école, plus précisément l'école Joliot Curie du Plessis Robinson.